# Eugene McCarthy
Cet article concerne le sénateur américain Eugene McCarthy (1916-2005). Pour les autres personnes nommées McCarthy, voir MacCarthy.
 (août 2019).
Si vous disposez d'ouvrages ou d'articles de référence ou si vous connaissez des sites web de qualité traitant du thème abordé ici, merci de compléter l'article en donnant les références utiles à sa vérifiabilité et en les liant à la section « Notes et références ».
Eugene Joseph McCarthy dit Gene McCarthy, né le 29 mars 1916 à Watkins (Minnesota) et mort le 10 décembre 2005 à Washington, D.C., est un homme politique américain qui est resté longtemps membre du Congrès des États-Unis : il a siégé à la Chambre des représentants de 1949 à 1959 puis au Sénat de 1959 à 1971.

## Biographie
Eugene McCarthy suit ses études primaires dans sa ville natale. En 1935, il est diplômé de la St. John's University (en) à Collegeville. Il obtient une maîtrise de l’université du Minnesota en 1939. Il travaille comme remplaçant dans plusieurs écoles publiques du Minnesota et du Dakota du Nord de 1935 à 1940, date à laquelle il devient enseignant titulaire d’économie et d’éducation à St. John's, poste qu’il occupe jusqu’en 1943.
En 1944, il est engagé comme assistant technicien civil au renseignement militaire dans le département de la Guerre, puis comme professeur de sociologie et d’économie à l’université de St. Thomas (en) à Saint Paul (Minnesota) de 1946 à 1949. À cette date, il est élu membre de la Chambre des représentants pour le Minnesota Democratic-Farmer-Labor Party, un des partis politiques majeurs de l’État. Il est ensuite élu au Sénat de 1959 à 1971 et fait partie (entre autres) de la commission pour les affaires extérieures.
Il passe les 20 dernières années dans une communauté de Virginie et décède dans une maison de retraite à Georgetown le 10 décembre 2005.

### Campagne électorale de 1968
En 1968, McCarthy se présente contre le président Lyndon B. Johnson dans les élections primaires du parti démocrate dans le New Hampshire, dans le but d’influencer le gouvernement fédéral (alors contrôlé par les démocrates) en faveur d’un retrait de son engagement dans la guerre du Viêt Nam. Cette candidature suscite de manière inattendue un important mouvement d'adhésion, notamment parmi la jeunesse. Un grand nombre d’étudiants et d’activistes venant de l’ensemble du pays se rend alors dans le New Hampshire pour soutenir la campagne de McCarthy. Certains des étudiants opposés à la guerre renoncèrent à leur look de hippies pour se rendre présentable dans le but de faire du porte-à-porte. Ce phénomène sera utilisé dans le slogan de campagne « Get clean for Gene ».
À la publication des résultats le 12 mars, McCarthy est crédité de 42 % des voix et Johnson de 49 %. Il est alors clair qu’une division profonde existe dans l’électorat démocrate sur la question de la guerre et Johnson, convaincu qu’il ne pourrait pas faire l’unanimité dans son propre parti, décide, le 31 mars de ne pas se présenter à la réélection.
Malgré ses bons résultats aux primaires, McCarthy ne reçoit que 23 % des voix des délégués lors de la Convention nationale démocrate de 1968, principalement à cause du contrôle des organisations étatiques sur le processus de sélection des délégués, mais également à la suite de l’entrée en campagne de Robert Kennedy comme candidat anti-guerre.
Après l'assassinat de Robert Kennedy, la plupart des délégués préfèrent soutenir Hubert Humphrey plutôt que McCarthy. Bien que ce dernier ne soit pas le candidat officiel de son parti, il sera crédité lors de l’élection de plus de 20 000 voix en Californie et près de 3 000 en Arizona.
L'une des conséquences de cette affaire sera la décision prise en 1968 par les démocrates de modifier et de largement démocratiser l’élection des délégués, décision suivie rapidement par les républicains. Ces réformes seront particulièrement visibles lors de la nomination d’un quasi inconnu, Jimmy Carter pour l’élection de 1976.
Certains politologues avancent que l’importance accrue donnée aux élections primaires par ces réformes (élections qui ne sont généralement pas dominées par les activistes des grands partis) offrent des candidats plus représentatifs au niveau de la nation que ceux qui pourraient être choisis dans une pièce enfumée (selon l’expression anglaise smoke-filled room).

### Campagnes suivantes
Après avoir quitté le Sénat en 1971, McCarthy se présente encore à plusieurs reprises comme candidat du parti démocrate aux primaires (en 1972 et en 1992) ou comme indépendant (en 1976 ou en 1988) sans succès, principalement à cause de ses prises de position sur des sujets tels que le désarmement nucléaire, l’écologie (il sera l’un des partisans de Ralph Nader en 2000).
En 2005, peu avant son décès, il est encore membre du comité de la Federation for American Immigration Reform, il continue à publier nombre d’ouvrages sur différents sujets, allant jusqu’à la poésie.

## Publications
- Frontiers in American Democracy (1960)
- Dictionary of American Politics (1962)
- A Liberal Answer to the Conservative Challenge (1964)
- The Limits of Power: America's Role in the World Holt, Rinehart and Winston (1967)
- The Year of the People (1969)
- (en) Eugene McCarthy et James J. Kilpatrick, A Political Bestiary, New York, Avon, 1979 (ISBN 0-380-46508-6)
- (en) Gene McCarthy's Minnesota : Memories of a Native Son, Minneapolis, Minn, Winston Press, 1982, 137 p. (ISBN 0-86683-681-0)
- (en) Complexities and Contraries : Essays of Mild Discontent, New York, Harcourt Brace Jovanovich, 1982, 167 p. (ISBN 0-15-121202-3)
- (en) Up 'Til Now, S.l, Cornerstone Books, 1987 (ISBN 978-1-55736-063-2)
- (en) Required Reading : A Decade of Political Wit & Wisdom, San Diego, Harcourt Brace Jovanovich, 1988 (ISBN 0-15-176880-3)
- (en) Eugene McCarthy et William McGaughey, Nonfinancial Economics : The Case for Shorter Hours of Work, New York, Praeger, 1989, 232 p. (ISBN 0-275-92514-5)
- (en) A Colony of the World : The United States Today : America's Senior Statesman Warns His Countrymen, New York, Hippocrene Books, 1992, 120 p. (ISBN 0-7818-0102-8)
- (en) Eugene McCarthy et Ray Howe, Eugene J. McCarthy : Selected Poems, Rochester, Minn, Lone Oak Press, 1997 (ISBN 1-883477-15-8)
- (en) No-Fault Politics : Modern Presidents, the Press, and Reformers, New York, Times Books, 1998, 281 p. (ISBN 0-8129-3016-9)
- (en) 1968 : War & Democracy, Red Wing, Minn, Loan Oak Press, 2000, 246 p. (ISBN 1-883477-37-9)
- (en) Hard Years : Antidotes to Authoritarians, City, Lone Oak Press, 2000, 214 p. (ISBN 1-883477-38-7)
- (en) Parting Shots from My Brittle Bow : Reflections on American Politics and Life, Golden, Colo, Fulcrum Pub, 2004, 173 p. (ISBN 1-55591-528-0, lire en ligne)